# مينا ليندغرين
مينا ليندغرين (بالفنلندية: Minna Lindgren)‏ هي صحفية فنلندية، ولدت في 22 يناير 1963 في هلسنكي في فنلندا.